# Дружинин, Егор Владиславович
Его́р Владисла́вович Дружи́нин (род. 12 марта 1972, Ленинград, СССР) — советский и российский актёр, кинорежиссёр, хореограф. Заслуженный артист России (2021).

## Биография
Егор Дружинин родился в 1972 году в Ленинграде в семье хореографа Владислава Дружинина, который работал в театре Комиссаржевской и в своей студии пантомимы «Квадрат». Егор Дружинин сыграл главную роль пионера Пети Васечкина в фильмах  «Приключения Петрова и Васечкина» и «Каникулы Петрова и Васечкина».
Окончил Ленинградский государственный институт театра, музыки и кинематографии, работал в Ленинградском ТЮЗе.
Учился в танцевальной школе в Нью-Йорке (с 1994). После возвращения из США руководил танцевальной группой в ресторане «Валхалл» (Петербург).
Работал хореографом с такими популярными эстрадными артистами как Филипп Киркоров, Лайма Вайкуле, группа «Блестящие» и др. Преподавал хореографию участникам телепроекта «Фабрика звёзд». В последние годы начал заниматься театральными постановками. В настоящее время является режиссёром, хореографом, артистом спектакля «Всюду жизнь», судьёй популярных шоу, таких как «Танцы со звёздами».
В 2003—2004 годах был ведущим хит-парада «Золотой граммофон» на Первом канале.
В 2006 году делал постановку номера для представителя Армении на Евровидении 2006 Андрэ.
В 2007 году выступал руководителем отдела спецпроектов Департамента по управлению производством телевизионного холдинга «СТС Медиа».
С 2014 по 2016 года был членом жюри и наставником в шоу «Танцы» на ТНТ. С марта по май 2017 года являлся членом жюри шоу «Танцуют все!» на телеканале «Россия-1».
С сентября 2017 года член жюри телепередачи «Ты супер! Танцы» на НТВ.
В июле 2018 года стало известно, что Егор Дружинин вновь станет одним из наставников в шоу «Танцы» на ТНТ.
В 2018 году был доверенным лицом кандидата в мэры Москвы Сергея Собянина. В марте 2019 года удостоен Благодарности мэра Москвы.
С 2021 года является мастером и художественным руководителем курса музыкального театра в Институте современного искусства.
В 2023 году создал медиафутбольную команду ФК «Дружина», которая приняла участие в 3-м сезоне Медийной футбольной лиги.

## Семья
Дед — Юрий Иванович Дружинин — со 2-м Белорусским фронтом дошёл до Берлина.
Отец — хореограф Владислав Дружинин (род. 21 июня 1948), работал в театре Комиссаржевской.
Единокровные сестры Елизавета (род. 26.10.1990) и Мария (2016).

### Личная жизнь
Жена (с 1994) — Вероника Ильинична Ицкович (род. 21 мая 1970) — хореограф, двоюродная сестра Николая Цискаридзе, который стал крёстным отцом их дочери Александры.
Дочь Александра (род. 1999). Сыновья Тихон (род. 2003) и Платон (род. 2008).

## Фильмография

### Актёрские работы
- 1983 — Приключения Петрова и Васечкина,
обыкновенные и невероятные — Петя Васечкин
- 1984 — Каникулы Петрова и Васечкина, обыкновенные и невероятные — Петя Васечкин
- 1986 — Что такое Ералаш? — Петя Васечкин
- 2004 — Ландыш серебристый 2 — Сеня Тёмкин («Маньяк») (9 серия)
- 2005 — Али Баба и Сорок разбойников (фильм-концерт) — Али-Баба
- 2004 — Бальзаковский возраст, или Все мужики сво… 2 — Рома (6 и 7 серии)
- 2005 — Виола Тараканова. В мире преступных страстей — Максим Григорьевич Шалоусов («Концерт для колобка с оркестром»)
- 2005 — Первый Скорый — танцор
- 2006 — Первый дома — алкаш/секретарь Людмилы Гурченко Жорж
- 2008 — Любовь Авроры — Эдик
- 2009 — Любовь под грифом «Совершенно секретно» 2 — телохранитель
- 2010 — Алиби на двоих — Павел, фотограф (фильм № 4 «Киношники»)
- 2011 — Светофор — Егор, хореограф (камео) (22 серия)
- 2020 — Гусар — камео
- 2020 — Енот ки — Со (озвучка)
- 2022 — Вампиры средней полосы — Борис Феликсович, главный антагонист 2 сезона (с 6 серии)
- 2022 — Енот ки. Первые слова — Со (озвучка)
- 2023 — Бэби-тур — Герман
- 2024 — Красный 5 — Штерн

### Режиссёрские работы
- 2005 — Ночь в стиле Disco
- 2009 — Первая любовь
- 2013 — Ангелова кукла (короткометражный)

## Хореограф
- 2002 — 2003, 2024 — Фабрика Звёзд
- 2014 — 2016 — Танцы
- 2017 — Ты супер! Танцы
- 2018 — 2021 — Танцы
- 2022 — Маска. Танцы (член жюри)

## Дубляж мультфильмов
- 2013 — Семейка Крудс — Малой[17]
- 2015 — По ту сторону изгороди — Вирт[18]
- 2020 — Семейка Крудс 2: Новоселье — Малой[19]

## Театральные работы
- 2002 — мюзикл «Чикаго» (роль — артист ансамбля)
- 2004 — мюзикл «12 стульев» (хореограф-постановщик)
- 2005 — мюзикл «Cats» (режиссёр)
- 2009 — мюзикл «Продюсеры» М. Брукса в театре Et cetera), режиссёр Дмитрий Белов (роль — Лео Блум, лауреат национальной театральной премии «Золотая маска» в номинации «Лучшая мужская роль»)[20]
- 2010 — мюзикл «Любовь и шпионаж» (режиссёр-постановщик и хореограф)[21]
- 2011 — спектакль «Всюду жизнь» (режиссёр, хореограф, исполнитель ролей Морячка и Пижона)
- Спектакль «Ангелова Кукла» — спектакль Академии Никиты Михалкова. Продюсер спектакля — Леванова Каролина
- 2014 — спектакль «Ангелова Кукла» (хореограф, режиссёр, актёр)[22]
- В театре им. Ермоловой является хореографом спектаклей «1900» и «Оркестр мечты. Медь»